# Aquilin Ullrich
Aquilin Ullrich, född 14 mars 1914 i Dillingen an der Donau, död 30 maj 2001 i Stuttgart, var en tysk promoverad läkare. Han var delaktig i Aktion T4, Nazitysklands så kallade eutanasiprogram, inom vilket psykiskt och fysiskt funktionshindrade personer mördades. Från mars till november 1940 var han Irmfried Eberls assistent på anstalten i Brandenburg an der Havel (NS-Tötungsanstalt Brandenburg). Ullrich hade bland annat i uppgift att tillse att kolmonoxidgas fördes in i anstaltens gaskammare.
År 1966 ställdes Ullrich och tre andra läkare — Heinrich Bunke, Kurt Borm och Klaus Endruweit — inför rätta för mord, men Ullrich frikändes. En andra rättegång inleddes 1987 i Landgericht Frankfurt am Main. Ullrich dömdes till fyra års fängelse för medhjälp till mord på minst 4 500 personer. Den 14 december 1988 reviderade Bundesgerichtshof domen och dömde Ullrich till tre års fängelse för medhjälp till mord på 2 340 personer. Ullrich frigavs efter 20 månader.